# ブロックI (ソユーズロケット)
ブロックI（ロシア語: блок «И»）とは、ソユーズロケットの3段目に使用されるロケット。

## 概要
1964年11月に打ち上げられたソユーズロケットの前身機であるヴォスホートロケットでは3段目としてモルニヤのために開発されたRD-0108エンジンを備えたブロックIが装備された。ヴォスホートは偵察衛星や有人宇宙飛行のために使用された。ヴォスホートから派生した"連帯"を意味するソユーズは1966年10月28日にRD-0110エンジンを搭載したブロックIを備えて打ち上げられ、同様に軽量化され、テレメトリが改良された。
3段目のブロックIは243.9秒間燃焼する。3段目の始動後間もなく、2段目の切り離しの後、およそ9.66秒後にブロックIから中間段が分離される。およそ打ち上げから4分58秒で3段目の飛行中にフェアリングが分離される。
2011年8月24日に打ち上げられたプログレスM-12M補給船はRD-0110エンジンの故障が原因で打ち上げに失敗した。
最新のソユーズ-2.1bとソユーズ-2.1vで使用されるブロックIではRD-0124を搭載する。